# Schizonycha inflativentris
Schizonycha inflativentris är en skalbaggsart som beskrevs av Moser 1920. Schizonycha inflativentris ingår i släktet Schizonycha och familjen Melolonthidae. Inga underarter finns listade i Catalogue of Life.